# St. Nikolaus (Unteremmendorf)

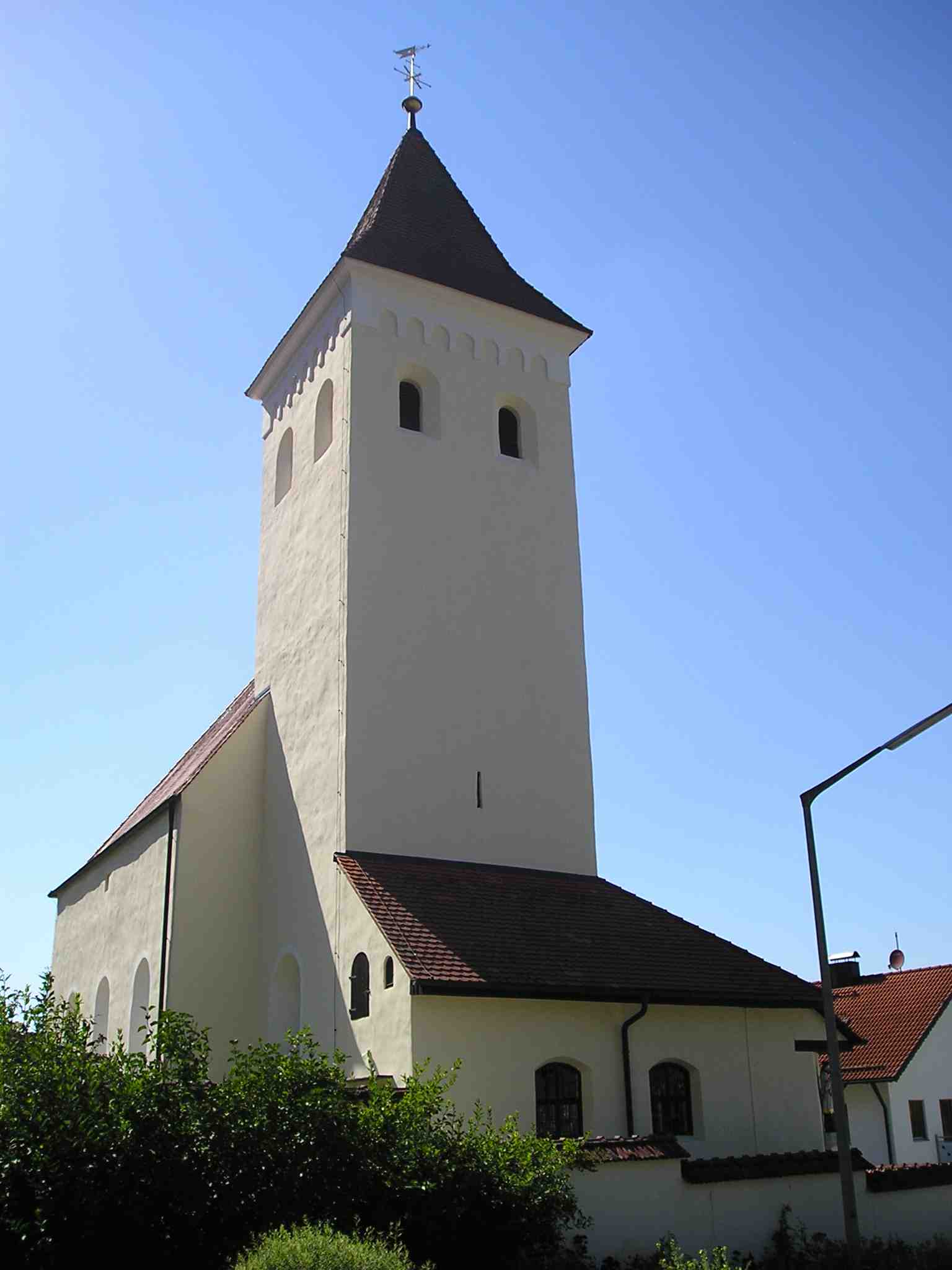
Kirche St. Nikolaus in Unteremmendorf

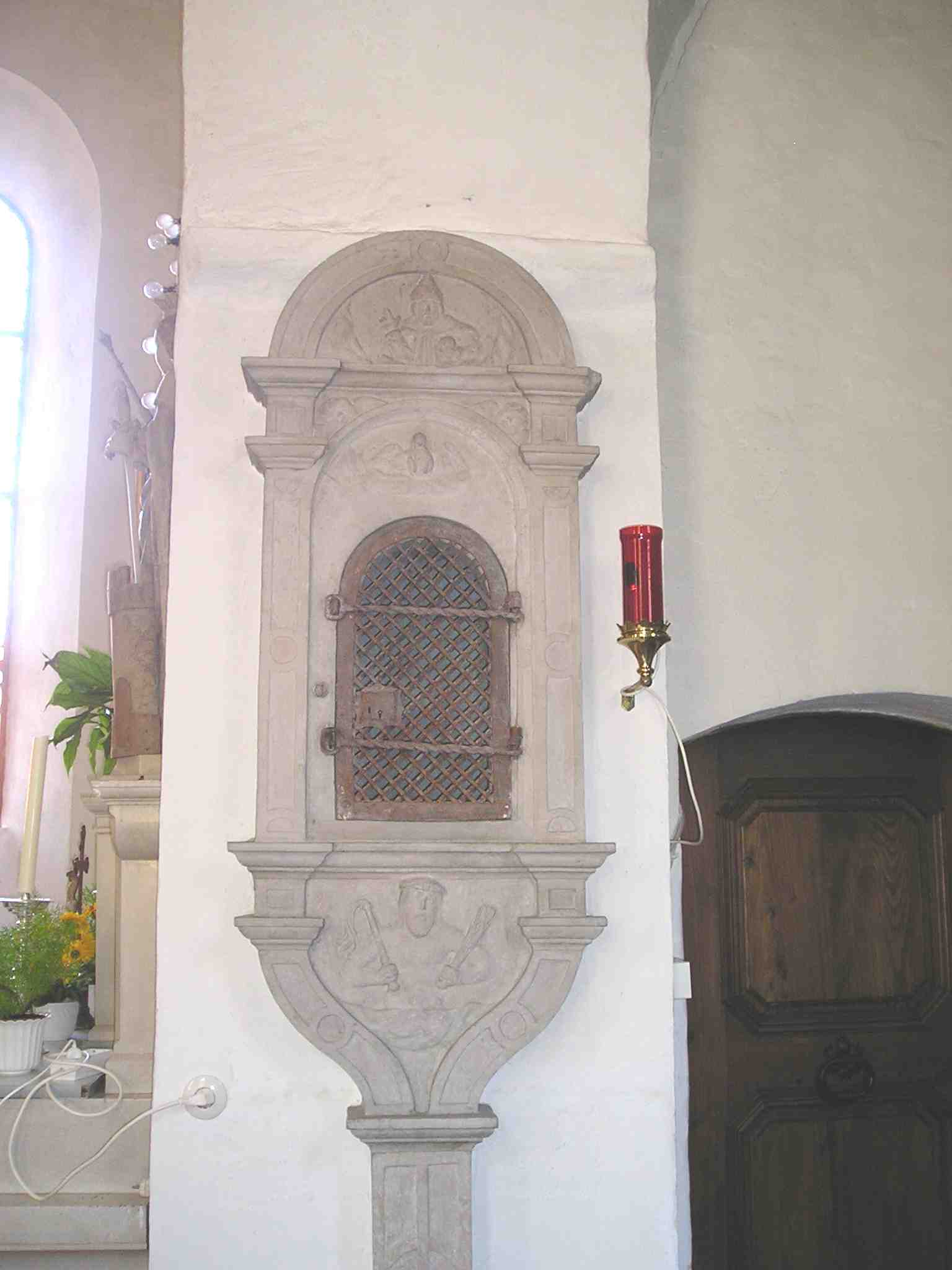
Renaissance-Sakramentshäuschen

Die Filialkirche St. Nikolaus ist die katholische Dorfkirche von Unteremmendorf in Oberbayern.

## Geschichte
Die Kirche wurde in der Romanik wohl im 12. Jahrhundert zweigeschossig gebaut; das profane Obergeschoss über dem Langhaus ist zwei Meter hoch und diente zumindest eine Zeit lang als Getreidespeicher. Der quadratische Turm, der bis zur Höhe des Langhauses romanisch ist, wurde 1838 erhöht; er schließt mit einem Ziegelhelm. Ein Anbau an der Nord- und Ostseite des Turmes (Sakristei) stammt von 1912. 1682 wurde ein neuer Hochaltar aufgestellt. Turm und Langhaus haben ein Rundbogenfries von 1838.

## Beschreibung
Die Kirche weist eine Reihe gotischer und barocker Holzplastiken auf. Die Figur des hl. Nikolaus am Hochaltar von entstand um 1460; die Seitenfiguren, der hl. Sebastian und ein hl. Bischof, sind um 1500 geschnitzt. Die hl. Maria mit dem Jesuskind am linken Seitenaltar ist ein Werk des späten 15. Jahrhunderts. Ein hl. Andreas entstand 1480 bis 1490. Der hl. Petrus und der hl. Thomas sind Holzfiguren um 1500; die hl. Katharina und die hl. Barbara gehören dem Beginn des 17. Jahrhunderts an. Die Rosenkranzmadonna über dem Chorbogen ist barock (Ende des 17. Jahrhunderts). Das Renaissance-Sakramentshäuschen an der linken Chorwand stammt von 1570. Ein hölzerner Taufstein ist barock, um 1700; der gemalte Kreuzweg an der linken Langhauswand ist um 1760 entstanden. Die sonstige barocke Einrichtung wurde bei einer Restauration 1896/97 entfernt. Die Filialkirche wurde zusammen mit Kirchanhausen 1437 zur Pfarrei erhoben. Auch heute gehört Unteremmendorf kirchlich noch zu Kirchanhausen und wird vom Pfarrer von Beilngries mitversorgt.

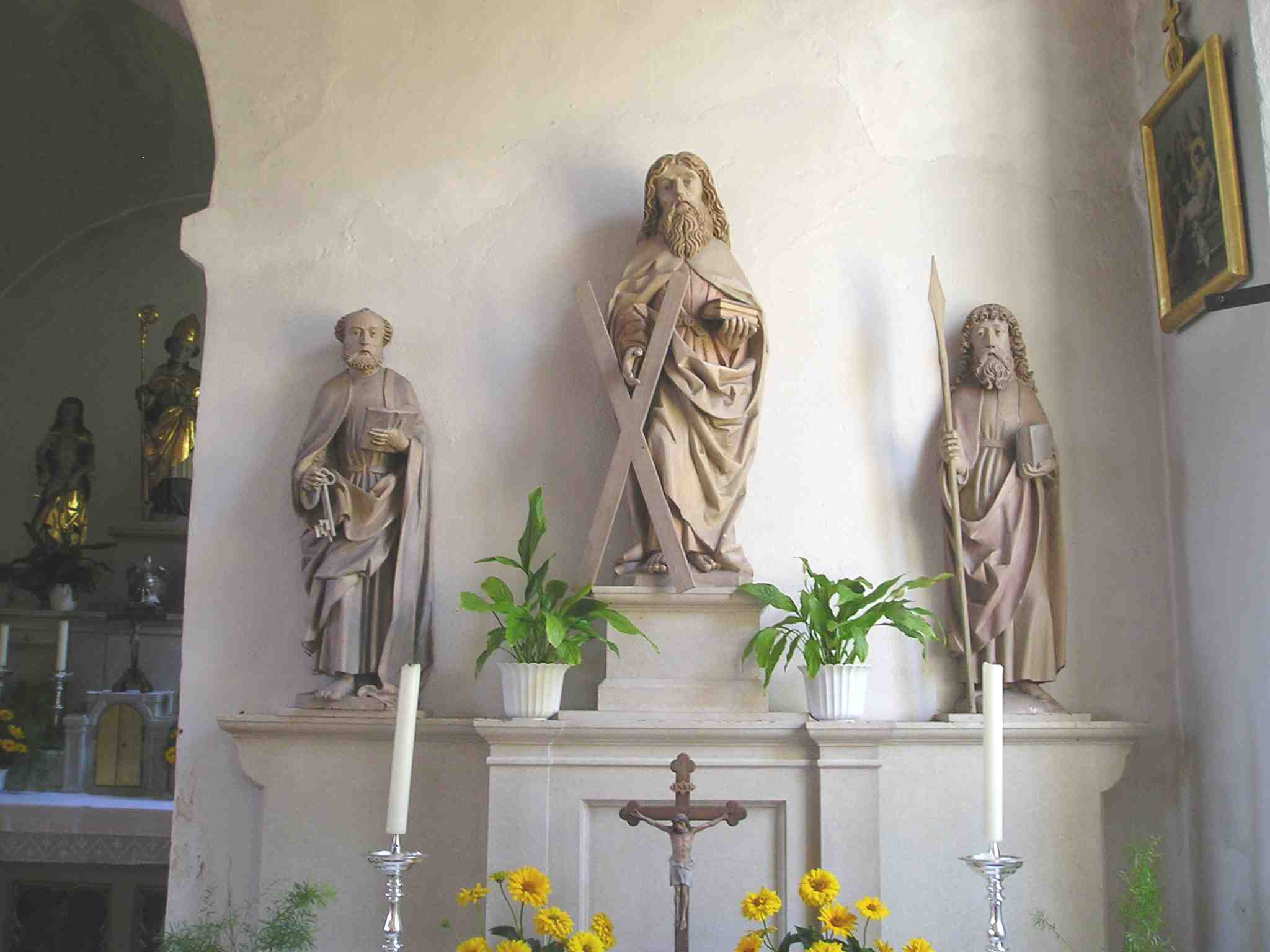
Rechter Seitenaltar
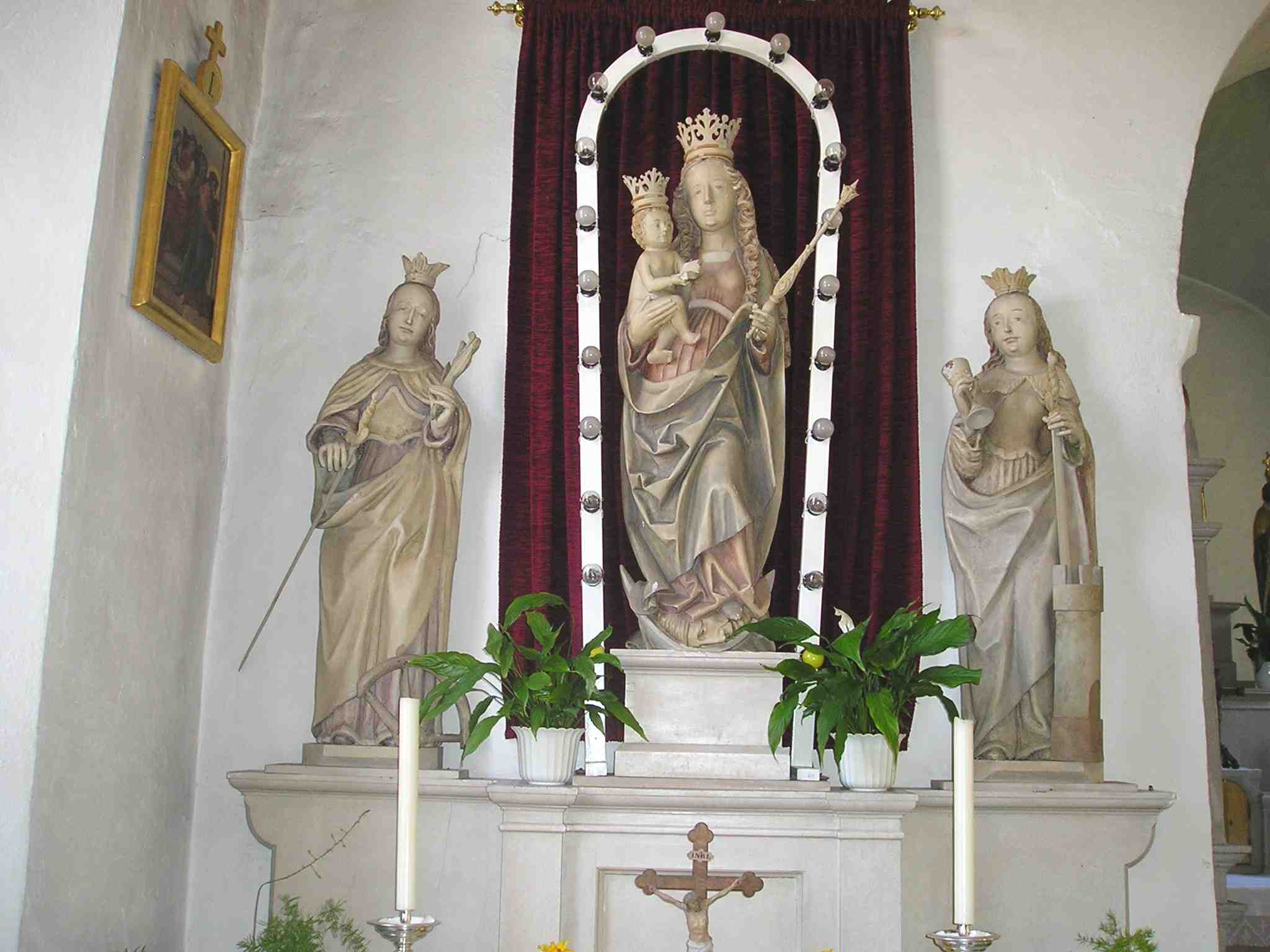
Linker Seitenaltar
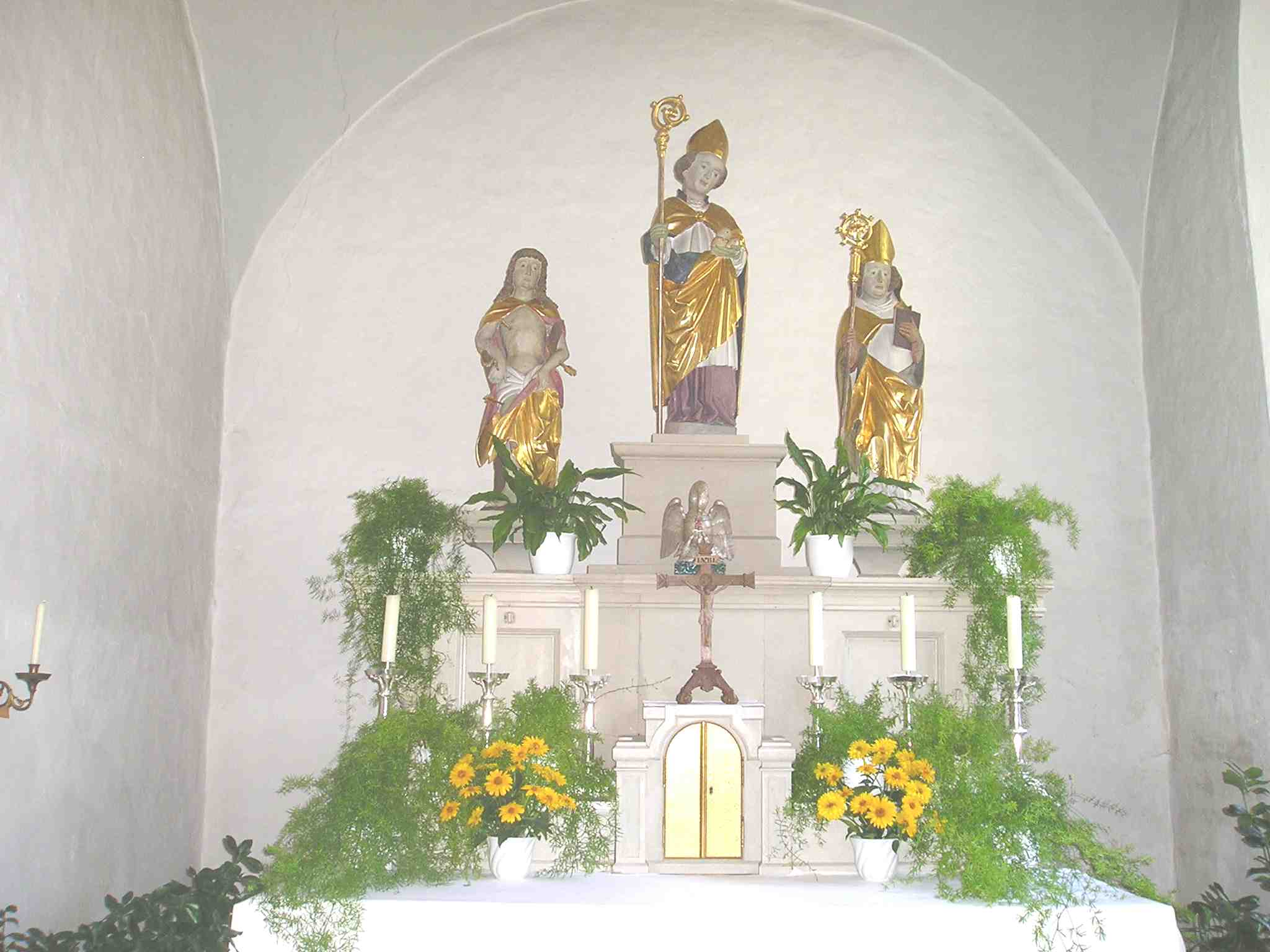
Hauptaltar